# کارل-رودولف سیلبرگ سیلاک
کارل-رودولف سیلبرگ سیلاک (استونیایی: Karl-Rudolf Silberg-Sillak; ۲۰ مارس ۱۹۰۶ – ۱۷ دسامبر ۱۹۷۴) بازیکن فوتبال اهل استونی بود.
وی همچنین در تیم ملی فوتبال استونی بازی کرده‌است.